# Chaingy
Chaingy är en kommun i departementet Loiret i regionen Centre-Val de Loire strax norr Frankrikes mitt. Kommunen ligger i kantonen Meung-sur-Loire som tillhör arrondissementet Orléans. År 2022 hade Chaingy 4 081 invånare.

## Befolkningsutveckling
Antalet invånare i kommunen Chaingy
| Referens: INSEE |